# Hospital Clínico de la Fuerza Aérea de Chile
El Hospital Clínico de la Fuerza Aérea de Chile «General Dr. Raúl Yazigi J.», también conocido como Hospital de la FACh, es un recinto hospitalario que forma parte de la red asistencial del Sistema de Salud de la Fuerza Aérea de Chile (FACh). Se encuentra ubicado en Avenida Las Condes n.º 8631, en la comuna homónima de Santiago de Chile. 
Lleva el nombre del general de Brigada Aérea Raúl Yazigi Jauregui (1908-1966), quien también fue médico y director de los servicios médicos de la FACh.

## Historia
El recinto fue inaugurado el 26 de agosto de 1958, en las antiguas dependencias del Monasterio Benedictino de la Santísima Trinidad de Las Condes.
En los años 1970 se construyó un nuevo edificio para el complejo hospitalario, llamado Edificio H, que albergó los servicios de cirugía. En agosto de 1997 se construyó otro edificio para el hospital, conocido como Magneto.